# 指令选择
在计算机科学中，指令选择（Instruction selection）是编译过程中的其中一个环节，位于编译器后端。其工作是将中层的中间语言（IR）转换为底层的中间语言。对于一般的编译器，这个阶段会执行于指令调度和寄存器配置这两个阶段之前，因此该编译环节产出的IR一般允许程序中存在无限个伪寄存器（也作临时变量，Temporaries），并且窥孔优化依旧适用于该IR。忽略这些特性，该中间语言已经与目标的机器码、字节码或汇编语言非常相近。

## 例子
假设目标机器码为x86指令集，则对于以下中层中间语言：
```
t1 = a
t2 = b
t3 = add t1, t2

```

经过指令选择以后，会产生以下底层中间语言：
```
MOV
 
R0
,
 
a

MOV
 
R1
,
 
b

ADD
 
R1
,
 
R0

```

注意x86架构并不存在 R0 与 R1 这两个寄存器。经过寄存器配置后，这两个伪寄存器会被替换成 eax 等实际存在的寄存器。

## 实现方案
最简单的指令选择实现方案是宏扩展（Macro expansion）方案，亦称作解释性代码生成。使用宏扩展的指令选择器会在中级 IR 上进行模板匹配的操作，并且在匹配成功时执行相应的宏，此时该宏以匹配到的中层 IR 部分作为输入，输出对应的目标底层 IR。 宏扩展可以直接在文本形式的中层 IR 上完成，也可以将中层 IR 首先转换为图形，然后对其进行深度优先遍历。
除非目标机器的指令集非常简单，否则宏扩展算法生成出来的代码一般会存在效率低下的问题。为了缓解这个问题，应用此方案的编译器通常将其与窥孔优化相结合，以将简单指令的组合替换为更复杂的等效单一指令，从而提高性能并减少代码大小。这个方法被称作 Davidson-Fraser 方法，目前在 GCC 中得到应用。
另外一种实现方案是图形覆盖（Covering the graph）方案。